# Sholom Rokeach
Pour les articles homonymes, voir Rokeach.
Sholom Rokeach, connu comme le Sar Sholom (hébreu : שר שלום, "Ange de la Paix"), né en 1779 ou en 1781 ou encore en 1785 à Brody, en Galicie autrichienne et mort le 10 septembre 1855 à Belz (Galicie autrichienne), aujourd'hui en Ukraine, est le fondateur de la dynastie hassidique de Belz.

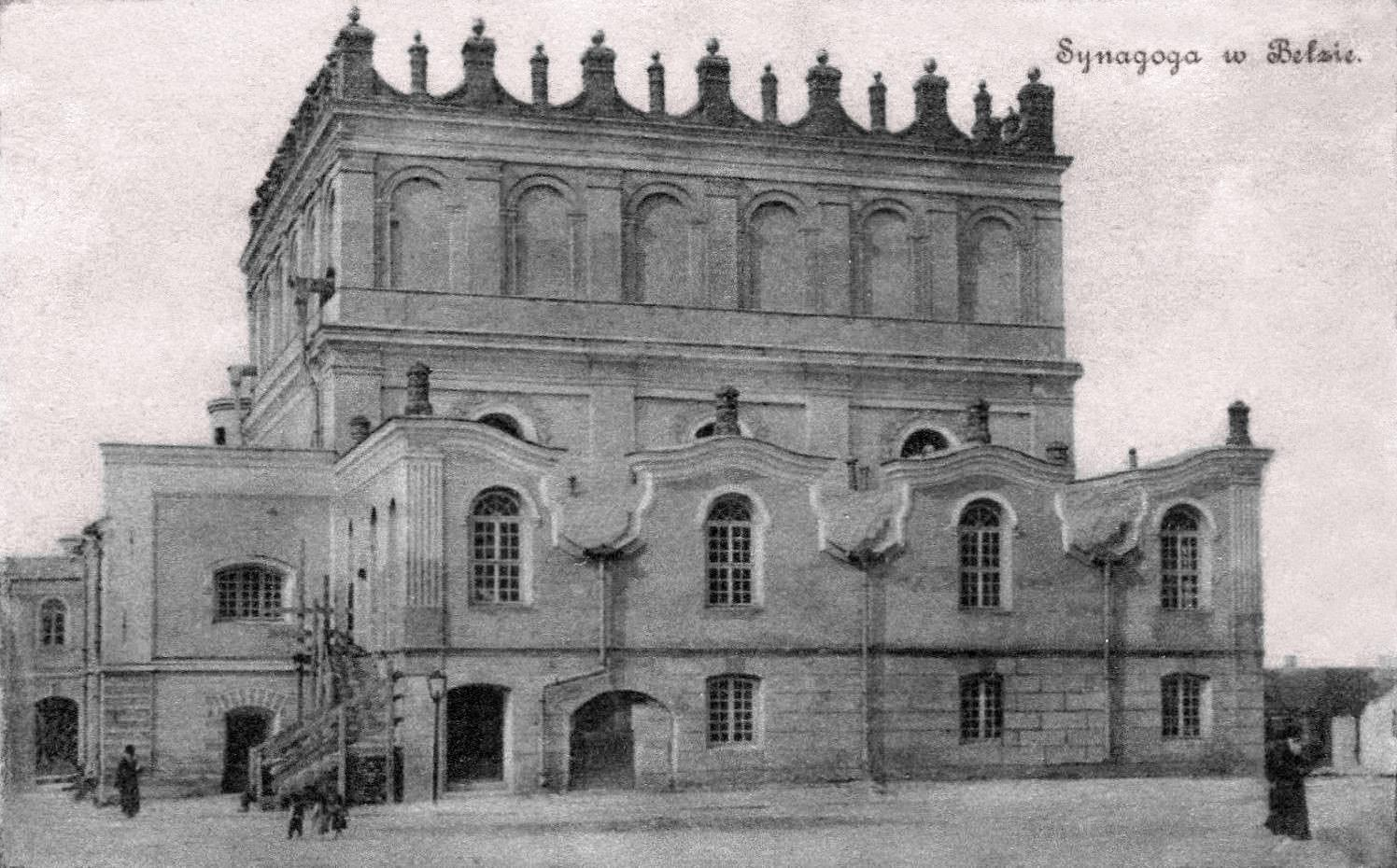
Grande Synagogue de Belz

## Biographie
Sholom Rokeach, est né circa 1785 à Brody, en Galicie autrichienne.
Il est le fils du rabbin Elazar Rokeach et de Rivka Henya Rokeach (née Ramraz). Elazar Rokeach est né en 1755 et est mort en 1793 à Belz en Galicie autrichienne, aujourd'hui en Ukraine.
Il est le frère de Meir Rokeach de Berdytchiv (Berditchev), de Ella Rokeach et du rabbin Aryey Leibish Rokeach de Berdytchiv (Berditchev),.
Il épouse Malka Ramraz sa cousine, la fille du rabbin Yissochor Dov Ramraz  (1740-9 juin 1804),. Malka Ramraz est née en 1780 et est morte le 23 août 1852 à Belz.
Ils ont 5 fils: le rabbin Luzer Rokeach, né en 1810 à Belz et mort le 11 décembre 1881 à Belz, Shmuel Shmelke Rokeach, né circa 1810 et mort en bas âge, le rabbin Moshe Rokeach, Admur Kurov, né en 1815 et mort le 26 avril 1887, le rabbin  Admor Yehoshua (Shiale) Rokeach, le deuxième Belzer Rebbe, né en 1825 à Belz et mort le 3 février 1894 à Belz, et le rabbin Admor Yehuda Zundel Rokeach, de Uchan, mort en 1871 à Frampol, en Galicie autrichiene, et 3 filles: Freida Mayer (Rokeach), née circa 1800 et morte en 1848,Esther Gardin (Rokeach) et la rebbetzin Eidel Rubin, morte en 1885 à Brody, en Galicie autrichienne.

### Rabbin de Belz
Sholom Rokeach devient le rabbin de Belz en 1816 (5576) et le demeure jusqu'à sa mort le 10 septembre 1855 (27 Eloul 5615), soit pendant près de 40 ans. Il meurt trois jours avant Roch Hachana,.

## Œuvre
- (he) Dover Shalom (Collection de ses enseignements)[23]